# Battus belus
Battus belus är en fjärilsart som först beskrevs av Pieter Cramer 1777.  Battus belus ingår i släktet Battus och familjen riddarfjärilar. Inga underarter finns listade i Catalogue of Life.

## Bildgalleri

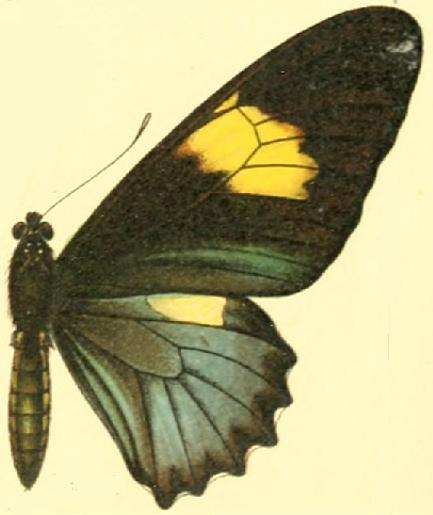